# 954년
954년은 율리우스력의 일요일로 시작하는 평년이다. 

## 연호
- 후주(後周) 현덕(顯德) 원년
- 요(遼) 응력(應曆) 4년
- 일본(日本) 덴랴쿠(天暦) 8년
- 남한(南漢) 건화(乾和) 12년
- 후촉(後蜀) 광정(廣政) 17년
- 남당(南唐) 보대(保大) 12년
- 북한(北漢) 건우(乾祐) 7년

## 기년
- 후주(後周) 태조(太祖) 4년 / 세종(世宗) 원년
- 요(遼) 목종(穆宗) 4년
- 고려(高麗) 광종(光宗) 5년

## 사건

### 장소별

#### 유럽
- 봄 - 불추가 이끄는 헝가리군이 라인강을 건넜다. 불추는 그의 동맹인 로레인 공작 콘라드의 영지 수도인 웜스에서 숙영했다. 블추는 그 이후 서쪽으로 진군해 뫼즈강과 모젤강을 건너서 오토 1세의 영토를 공격했다.
- 4월 6-10일 - 헝가리군은 캄브라이를 포위하고 주변 마을을 불태웠지만 도시를 점령하는 것은 실패한다. 불추의 친척중 하나가 수비군에게 죽임을 당했는데 수비군측이 시체를 반환하지 않자 불추는 포로를 모두 죽인다.
- 헝가리군은 카르보나리아 지방과 헤스바예 지방을 (현대의 벨기에) 약탈하고 에노의 성 람베르트 수도원, 무어셀의 수도원을 불태웠다. 그리고 진군로에 있던 도시인 장블루와 투르네를 약탈했다.
- 여름 - 헝가리군은 근처의 랑, 랭스, 샬롱, 고흐즈 등을 약탈했다. 그 후 그들은 부르군디로 돌아간다. 프로방스에서 헝가리군은 이슬람 요새 프락시넷의 무어인들과 전투를 한다.
- 9월 10일 - 루이 4세가 코르베니에 있는 궁전 근처에서 사냥 사고로 사망한다. 루이 4세의 13살인 아들 로테르가 위그 르 그랑 파리 남작의 비호를 받아 그의 자리를 이었다.
- 11월 12알 - 로타리우스는 랭스에서 랭스의 대주교 아르톨드의 참관 아래 서프랑크의 국왕으로서 즉위한다. 대관식은 성 레미기우스 성당에서 치러졌으며 로테르 3세의 어머니인 게르베르가 여왕이 위그 르 그랑을 섭정으로 임명한다.
- 겨울 - 오토 1세가 소집한 아우엘슈테트에서 개최된 제국의회에서 그의 아들인 류돌프와 (스와비아 공작) 로레인 공작 콘라드가 오토에게 항복한다. 그들의 공작위는 회수되었지만 몇몇 귀족들은 항전을 이어나갔다.

#### 영국 제도
- 에릭 1세가 스테인모어에서 사망해 잉글렌드의 국왕 에드레드가 요크를 수복했다. 이로서 노섬브리아가 잉글랜드와 다시 합쳐지게 되었다.
- 말콤 1세가 11년의 재위 끝에 북부인들과의 싸움에서 전사한다. 선왕의 아들인 인둘프가 말콤 1세를 이어 알바의 (스코틀랜드) 지배자가 되었다.